# János első levele
János első levele az egyike a hét azon ún. katolikus levélnek, amelyet a Bibliában kanonizáltak. Nem egy meghatározott egyházközösségnek szól, mint Pál apostol levelei.
Három „jánosi levelet” ismerünk, melyből az elsőt tartják a legjelentősebbnek. Ezt az első levelet nem tekintik a legrégebbinek, de stílusa közelíti meg legjobban a negyedik evangéliumot. Nem egy egyházközösségnek szól, hanem egy körlevél Asia tartomány közösségeihez.

## A szerző
A szerző igen nagy hasonlóságot mutat János evangélista stílusával, – a közös megfogalmazás, hangsúly, motívum tekintetében. A hagyomány a levél szerzőségét neki tulajdonítja. 
A legtöbb tudós úgy véli, hogy a három jánosi levélnek ugyanaz a szerzője, de nem János apostolt tekintik a szerzőnek. Ez az első levél valószínűleg Efézusban íródott i.sz. 95 és 110 között.

## A levél szerkezete
- Bevezetés – 1-9.11
- Élet a világosságban – 1.5-2.29
- Istengyermekség – 3-4.6
- A szeretet és hit forrása – 4.7-5.17

„És mi megismertük és elhittük az Istennek irántunk való szeretetét. Az Isten szeretet; és aki a szeretetben marad, az Istenben marad, és az Isten is ő benne.” (János 4.16)
- Befejezés – 5.18-5.21

## Tartalma
- A szerző a tévtanítók ellen szólal fel a közösség hitének megerősítését szem előtt tartva buzdító szavaival. Bevezetésben négyszeres érzékszervi tanúbizonyságot tesz  – (szemünkkel láttuk, tapintottuk) – Krisztus mellett. Az ismétlésekkel különös nyomatékot ad az elején.
- A tárgyalásban a világosságot szembe állítja a sötétséggel, ez utóbbi jelentése a bűn. A bűnbevallás tisztító szerepéről szól. Felszólítja hallgatóságát ne kövessenek el bűnt, ha mégis akkor Krisztus szószóló lesz az Atyánál, és engesztelő áldozat bűneikért. A parancsok betartásával lesz igazzá, hogy ismerjük az Istent. Majd személyesebbé válik a levél és a szerző leírja levelének célját, hogy az apák és az ifjak győzzék le a gonoszt. Tanácsot ad, ne szeressétek a világot, mert minden a szem és a test kívánsága szerint van. Ebben a kevélységben nincs isteni szeretet. Csak aki Isten akaratát teljesíti, marad meg örökre.
- A középrészben a mondanivaló váltakozik az Atya helyes szeretetére, a közösségből kivált antikrisztusokra és Krisztus megvallására. A szeretetre tanácsokat is ad; ne szeressünk se nyelvvel, se szóval, hanem tettel és igazsággal. Illetve úgy látja a szeretet kizárja a félelmet, mert a félelemnek köze van a büntetéshez.
- A befejezésben a keresztények hitvallását teszi, Krisztus az Igaz Isten és az örök élet. Majd utolsó mondatában utal az Ószövetségre is: óvakodjatok a bálványoktól.